# Presa del castell de Gironella
La presa del castell de Gironella va ser un atac reeixit de l'Exèrcit de Catalunya de l'interior contra les forces borbòniques que defensaven el castell de Gironella, el 1714, durant la Guerra dels catalans.

## Antecedents
Després del setge de Cardona de 1713, on els borbònics serien derrotats patint nombroses baixes, l'exèrcit català de l'interior va reorganitzar-se i, després del combat de Navès, va aconseguir augmentar el territori controlat pels Tres Comuns de Catalunya.
Per altra banda, el mes de desembre de 1713, els borbònics van aplicar un nou impost: les quinzenades. La suma que s'havia de pagar era tan desorbitada que va fer esclatar l'anomenada revolta de les quinzenades, quan múltiples pobles de l'interior de Catalunya es van alçar en armes contra les forces borbòniques.
Aprofitant aquest alçament, el marquès del Poal va iniciar una campanya d'accions de guerra guerrejada, atacant posicions borbòniques.
Després d'una d'aquestes maniobres al Pont de Miralles, que va causar 200 baixes al destacament de 2.000 homes del marquès de Thouy, Antoni Desvalls i de Vergós, amb només 300 homes va retirar-se. Després de trobar-se amb el coronel de fusellers de muntanya Ermengol Amill, a la masia del Raurell, prop de Sagàs, van dirigir-se junts cap a Gironella.

## La presa del castell
Quan van arribar a Gironella, les tropes borbòniques s'havien parapetat dins del castell de Gironella. Veient-se àmpliament superats per les forces de l'Exèrcit de Catalunya, la guarnició borbònica es va entregar: 30 soldats, 2 capitans, 2 tinents i 2 alferes.
Als presoners se'ls va respectar la vida i van ser enviats a la fortalesa de Cardona captius. Per evitar que el castell tornés a caure en mans borbòniques, Manuel Desvalls va ordenar destruir-lo amb mines o «fornillos».